# Popowia macrocarpa
Popowia macrocarpa là một loài thực vật thuộc họ Annonaceae. Đây là loài bản địa đảo Madagascar.

## Lưu ý
Danh pháp Popowia macrocarpa Engl. & Diels, 1901 là tên gọi bất hợp lệ (nom. illeg.), do nó là đồng âm muộn của danh pháp trong bài này. Nó là danh pháp đồng nghĩa của Sphaerocoryne gracilis subsp. engleriana (Exell & Mendonça) Verdc., 1986